# Calciphilopteris wallichii
Calciphilopteris wallichii là một loài thực vật có mạch trong họ Pteridaceae. Loài này được (J. Sm.) Yesilyurt & H. Schneid. mô tả khoa học đầu tiên năm 2010.